# Сангу, Эльчин
Эльчи́н Сангу́ (тур. Elçin Sangu; род. 13 августа 1985 года, Измир) — турецкая актриса и модель.

## Биография
Эльчин родилась 13 августа 1985 года в Измире; имеет черкесское происхождение. Обучалась в колледже при университете Мерсина на отделении оперы, затем в 2006 году она стала стипендиатом факультета изобразительных искусств университета Йедитепе. После окончания театральной школы Эльчин стала сниматься в сериалах, первым из них стал «Бесценное время». Затем Сангу сыграла Нехир в сериале «Какой размер носит любовь?» и Эду в сериале «История одной любви». После снималась в сериалах «Курт Сеит и Александра» и «Повергнутый любовью». В 2015 году Эльчин получила главную роль в сериале канала Star TV «Любовь напрокат».

## Фильмография
| Год       |   | Русское название           | Оригинальное название   | Роль            |
| --------- | - | -------------------------- | ----------------------- | --------------- |
| 2009      | с | Начальница Фатима          | Fatima Ağa              | Гюльсюм         |
| 2010—2011 | с | Бесценное время            | Öyle Bir Geçer Zaman ki | Жале            |
| 2012—2013 | с | Какой размер носит любовь? | Aşk Kaç Beden Giyer     | Нехир           |
| 2013—2014 | с | История одной любви        | Bir Aşk Hikayesi        | Эда Чаглар      |
| 2013      | с | И ты не уходи              | Sen de Gitme            | Бурджу          |
| 2014      | с | Курт Сеит и Александра     | Kurt Seyit ve Şura      | Гюзиде          |
| 2015      | с | Повергнутый любовью        | Sevdam Alabora          | Зейнеп          |
| 2015—2017 | с | Любовь напрокат            | Kiralık Aşk             | Дефне Топал     |
| 2017      | ф | Время счастья              | Mutluluk zamani         | Ада             |
| 2018      | с | Невыжившие                 | Yaşamayanlar            | Мия             |
| 2018—2019 | с | Столкновение               | Çarpışma                | Зейнеп Тунч     |
| 2019      | ф | 9 раз Лейла                | 9 kere Leyla            | Нергис          |
| 2020      | с | И в печали и в радости     | Kôtü günde iyi günde    | Лейла           |
| 2021      | с | Лжецы и свечи              | Yalancılar ve Mumları   | Доктор Джейда   |
| 2022—2023 | с |                            | Крупье                  | Çöp Adam / Пери |

## Награды и номинации
| Год  | Награда                                        | Категория                                    | Работа          | Итог      |
| ---- | ---------------------------------------------- | -------------------------------------------- | --------------- | --------- |
| 2015 | Cypaparazzi Ödülleri                           | Актёр/актриса, совершивший творческий скачок | Любовь напрокат | Победа    |
| 2015 | Премия «Хрустальная мышь»                      | Лучшая актриса                               | Любовь напрокат | Номинация |
| 2015 | Премия «Золотая бабочка»                       | Лучшая экранная пара (Дефне-Омер)            | Любовь напрокат | Победа    |
| 2015 | İTÜ İşletme Mühendisliği Sosyal Medya Ödülleri | Лучшая актриса сериала                       | Любовь напрокат | Победа    |
| 2016 | YTÜ Yılın Yıldızları Ödülleri                  | Лучшая актриса сериала                       | Любовь напрокат | Победа    |
| 2016 | Elele Avon Kadın Ödülleri                      | Актриса года                                 | Любовь напрокат | Номинация |
| 2016 | İTÜ EMÖS Başarı Ödülleri                       | Актриса года (сериал)                        | Любовь напрокат | Номинация |
| 2016 | Молодёжная премия Турции                       | Лучшая актриса сериала                       | Любовь напрокат | Номинация |
| 2016 | KTÜ Medya Ödülleri                             | Лучшая актриса                               | Любовь напрокат | Номинация |